# Negreni (okręg Sălaj)
Negreni – wieś w Rumunii, w okręgu Sălaj, w gminie Ileanda. W 2011 roku liczyła 110 mieszkańców.